# カオスUK
カオスUK (Chaos UK) は、1979年のブリストル近くで結成されたイギリスのハードコア・パンク・バンド。活動初期は速いテンポのパンク・ロックを演奏していた。オリジナル・メンバーのサイモン（ボーカル）、アンディ（ギター）、カオス（ベース）ポッツ（ドラムス）で、ライオット・シティ・レコードから2枚のEPと1枚のフルLPをリリースしている。
同年代に結成されたブリストルのディスオーダーやストークのディスチャージとの活動を通じてハードコア・パンク・シーンを革新した。特に日本の1980年代のパンク・バンドは、カオスUKやディスオーダーのパンクに大きな影響を受けた。カオスUKのデビューEPは、所属するレーベルが「宇宙で最も速くノイジーなLP」というキャッチ・コピーを『パンク・ライヴズ』誌に載せている。このLPではボーカルのパートもベーシストのカオスが担っている。
1980年代中期になると、オリジナル・メンバーのカオスに、マウワー（ボーカル）、ガバ（ギター）、チャック（ドラムス）を加えた、ほぼ全く新しいラインナップになり、日本やアメリカ、メキシコ、ヨーロッパ各地で演奏するなど、1980年代のイギリスのハードコア・パンク・シーンの中心的バンドとして活動した。